# ウィリアム・カマック・キャンベル
ウィリアム・カマック・キャンベル（William Cammack Campbell, 1923年5月5日 – 2013年8月30日）は、アメリカ合衆国のアマチュアゴルファー。全米ゴルフ協会会長を2度務めた。ビル・キャンベル（Bill Campbell）あるいはウィリアム・C・キャンベル（William C. Campbell）とも表される。1964年に全米アマチュアゴルフ選手権優勝。1990年に世界ゴルフ殿堂選出。
キャンベルはウェストバージニア州ハンティントンで誕生。第二次世界大戦期はアメリカ陸軍に従事。1947年にプリンストン大学を卒業し、歴史学の学位を取得。
彼はアマチュアゴルフ経歴において、全米アマチュアゴルフ選手権に37度出場。1941年から1977年までは33度連続で出場し、1964年には優勝を果たした。彼は1951年から1975年までウォーカーカップにアメリカチームの一員として8度出場、1955年にチームキャプテンを務めた。ウォーカーカップでの通算成績は11勝4敗3分（シングルマッチでは7勝0敗1分）。彼は1954年の全英アマチュアゴルフ選手権にて準優勝。カナディアンアマチュア選手権では準優勝3回（1952年、1954年、1965年）。またウェストバージニアオープンで優勝3回、ノースアンドサウス男子アマチュアゴルフ選手権で優勝4回、ウェストバージニアアマチュア選手権で優勝15回。彼は1979年と1980年の全米シニア男子アマチュアゴルフ選手権で優勝、1980年の全米シニアオープンで準優勝。
キャンベルは全米ゴルフ協会の実行委員会に所属（1962年–1965年、1977年–1984年）。彼は全米ゴルフ協会において1978年から1979年まで財務役、1980年から1981年まで副会長、そして1982年から1983年まで会長を務めた。1987年、彼はロイヤル・アンド・エンシェント・ゴルフ・クラブ・オブ・セント・アンドリュースにおいてキャプテンに就任。この役職に就いたアメリカ人はキャンベルが3人目であり、主たるゴルフ競技団体の長との両方を務めた初の人物となった。
1956年、キャンベルは全米ゴルフ協会最高の栄誉であるボブ・ジョーンズ賞を受賞。1991年には米国ゴルフコース管理者協会最高の栄誉であるオールド・トム・モリス賞を受賞。2009年にウェストバージニアゴルフ殿堂にサム・スニードとともに殿堂入り。

## 大会優勝
- 1941年: イースタン高校対抗選手権
- 1943年: イースタン大学対抗選手権
- 1946年: イースタン大学対抗選手権
- 1948年: タム・オ・シャンター世界アマチュア選手権
- 1949年: タム・オ・シャンター世界アマチュア選手権、ウェストバージニアアマチュア選手権
- 1950年: ウェストバージニアオープン、ノースアンドサウス男子アマチュアゴルフ選手権、ウェストバージニアアマチュア選手権
- 1951年: ウェストバージニアアマチュア選手権
- 1953年: ウェストバージニアオープン、ノースアンドサウス男子アマチュアゴルフ選手権
- 1955年: ウェストバージニアオープン、ウェストバージニアアマチュア選手権
- 1956年: メキシカンアマチュア選手権
- 1957年: ノースアンドサウス男子アマチュアゴルフ選手権、ウェストバージニアアマチュア選手権
- 1959年: ウェストバージニアアマチュア選手権
- 1962年: ウェストバージニアアマチュア選手権
- 1964年: 全米アマチュアゴルフ選手権
- 1965年: ウェストバージニアアマチュア選手権
- 1967年: オンタリオアマチュア選手権、ノースアンドサウス男子アマチュアゴルフ選手権、ウェストバージニアアマチュア選手権
- 1968年: ウェストバージニアアマチュア選手権
- 1970年: ウェストバージニアアマチュア選手権
- 1972年: ウェストバージニアアマチュア選手権
- 1973年: ウェストバージニアアマチュア選手権
- 1974年: ウェストバージニアアマチュア選手権
- 1975年: ウェストバージニアアマチュア選手権
- 1979年: 全米シニア男子アマチュアゴルフ選手権
- 1980年: 全米シニア男子アマチュアゴルフ選手権

## 主要大会結果

### アマチュア優勝
| 年   | 大会           | 優勝スコア | 準優勝                    |
| ---- | -------------- | ---------- | ------------------------- |
| 1964 | 全米アマチュア | 1 up       | エドガー・M・タトワイラー |

### 各年の成績
| 大会           | 1941 | 1942 | 1943 | 1944 | 1945 | 1946 | 1947 | 1948 | 1949 |
| -------------- | ---- | ---- | ---- | ---- | ---- | ---- | ---- | ---- | ---- |
| マスターズ     | DNP  | DNP  | NT   | NT   | NT   | DNP  | DNP  | DNP  | DNP  |
| 全米オープン   | DNP  | NT   | NT   | NT   | NT   | DNP  | DNP  | DNP  | CUT  |
| 全米アマチュア | DNQ  | NT   | NT   | NT   | NT   | -    | R128 | R128 | SF   |
| 全英アマチュア | NT   | NT   | NT   | NT   | NT   | DNP  | DNP  | DNP  | R64  |

| 大会           | 1950 | 1951 | 1952 | 1953 | 1954 | 1955 | 1956 | 1957 | 1958 | 1959 |
| -------------- | ---- | ---- | ---- | ---- | ---- | ---- | ---- | ---- | ---- | ---- |
| マスターズ     | T46  | 59   | DNP  | T45  | T51  | T36  | T43  | CUT  | CUT  | CUT  |
| 全米オープン   | CUT  | DNP  | CUT  | CUT  | T23  | DNP  | DNP  | CUT  | DNP  | DNP  |
| 全米アマチュア | R256 | R256 | R16  | R16  | R16  | R64  | R16  | R64  | R128 | R128 |
| 全英アマチュア | R16  | R16  | DNP  | R32  | 2    | R256 | DNP  | DNP  | DNP  | DNP  |

マスターズ
| 大会           | 1960 | 1961 | 1962 | 1963 | 1964 | 1965 | 1966 | 1967 | 1968 | 1969 |
| -------------- | ---- | ---- | ---- | ---- | ---- | ---- | ---- | ---- | ---- | ---- |
| CUT            | CUT  | DNP  | DNP  | DNP  | CUT  | T36  | DNP  | T48  | DNP  |      |
| 全米オープン   | DNP  | DNP  | CUT  | CUT  | T34  | CUT  | DNP  | DNP  | CUT  | DNP  |
| 全米アマチュア | R64  | R256 | R128 | R16  | 1    | T8   | T16  | T7   | T33  | T39  |
| 全英アマチュア | DNP  | DNP  | DNP  | DNP  | DNP  | -    | -    | -    | DNP  | DNP  |

| 大会           | 1970 | 1971 | 1972 | 1973 | 1974 | 1975 | 1976 | 1977 | 1978 | 1979 | 1980 | 1981 |
| -------------- | ---- | ---- | ---- | ---- | ---- | ---- | ---- | ---- | ---- | ---- | ---- | ---- |
| マスターズ     | DNP  | CUT  | WD   | DNP  | CUT  | DNP  | CUT  | DNP  | DNP  | DNP  | DNP  | DNP  |
| 全米オープン   | CUT  | DNP  | DNP  | CUT  | CUT  | CUT  | DNP  | DNP  | DNP  | DNP  | DNP  | DNP  |
| 全米アマチュア | T8   | T14  | T23  | SF   | QF   | R256 | R32  | R128 | DNP  | DNQ  | -    | DNQ  |
| 全英アマチュア | DNP  | -    | DNP  | DNP  | DNP  | -    | DNP  | DNP  | DNP  | DNP  | DNP  | DNP  |

Note: Campbell never played in the British Open nor the PGA Championship (for which he was never eligible being an amateur).
LA = Low Amateur
DNP = Did not play
CUT = missed the half-way cut
DNQ = Did not qualify for match play portion
R256, R128, R64, R32, R16, QF, SF = Round in which player lost in match play
"T" indicates a tie for a place
Green background for wins. Yellow background for top-10

## アメリカ代表チーム経歴
アマチュア
- ウォーカーカップ: 1951年（優勝）、1953年（優勝）、1955年（優勝、ノンプレーイングキャプテン）、1957年（優勝）、1965年（優勝タイ）、1967年（優勝）、1971年（優勝）、1971年、1975年（優勝）
- アイゼンハワートロフィー: 1964年